# Merel van Dongen
Merel van Dongen (Amszterdam, 1993. február 11. –) világbajnoki ezüstérmes holland női válogatott labdarúgó. A spanyol bajnokság első osztályában érdekelt Atlético Madrid játékosa.

## Pályafutása

### Klubcsapatokban
2012 és 2014 között tanulmányait az alabamai Egyetemen folytatta, ahol az intézmény csapatában 44 mérkőzésen 4 gólt vállalt, valamint 10 gólpasszt osztott ki társainak.

## Sikerei

### Klubcsapatokban
Holland bajnok (2):
- ADO Den Haag (1): 2011–12
- Ajax (1): 2016–17

 Holland kupagyőztes (2):
- ADO Den Haag (1): 2011–12
- Ajax (1): 2016–17

 Spanyol szuperkupa-győztes (1):
- Atlético Madrid (1): 2021

### A válogatottban
Hollandia
- Világbajnoki ezüstérmes: 2019
- Algarve-kupa győztes: 2018